# グッド・モーニング・リバイバル
「グッド・モーニング・リバイバル」(Good Morning Revival)は、アメリカ合衆国のパンク・ロックバンド、グッド・シャーロットの通算4枚目のスタジオ・アルバム。Billboard 200で7位を獲得、その他世界各国でトップ10入りを果たしている。そのうち前作までトップ10以上に入ることができなかった13カ国でも、今作でバンド初のトップ10入りを成し遂げ、現在世界で300万枚以上の売り上げを記録している。

## 収録曲
1. グッド・モーニング・リバイバル - "Good Morning Revival"
2. ミザリー - "Misery"
3. リヴァー -
"The River" (featuring M. Shadows and Synyster Gates of Avenged Sevenfold)
4. ダンス・フロア・アンセム - "Dance Floor Anthem"
5. キープ・ユア・ハンズ・オフ・マイ・ガール - "Keep Your Hands Off My Girl"
6. ヴィクティム・オブ・ラヴ - "Victims of Love"
7. ホェア・ウッド・ウィ・ビー・ナウ - "Where Would We Be Now"
8. ブレイク・アパート・ハー・ハート - "Break Apart Her Heart"
9. オール・ブラック - "All Black"
10. ビューティフル・プレイス - "Beautiful Place"
11. サムシング・エルス - "Something Else"
12. ブロークン・ハート・パレード - "Broken Hearts Parade"
13. マーチ・オン - "March On"

- 日本盤ボーナス・トラック

1. キープ・ユア・ハンズ・オフ・マイ・ガール （ブロークン・スピンドルス・リミックス） -
"Keep Your Hands Off My Girl" (Broken Spindles Remix)
2. フェイス・ザ・ストレンジ - "Face the Strange"

## シングル
- キープ・ユア・ハンズ・オフ・マイ・ガール - "Keep Your Hands Off My Girl" (2007年) （日本でも発売された。）
- "The River" (featuring M. Shadows and Synyster Gates of Avenged Sevenfold) (2007年)
- "Dance Floor Anthem (I Don't Want to Be in Love)" (2007年)
- "Misery" (2007年)
- "Where Would We Be Now" (2008年)

## メンバー
- ベンジー・マデン (Benji Madden) - ギター、ボーカル
- ジョエル・マデン (Joel Madden) - ボーカル
- ビリー・マーティン (Billy Martin) - ギター、キーボード
- ポール・トーマス (Paul Thomas) - ベース
- ディーン・バターワース (Dean Butterworth) - ドラムス